# Илирий
Илирий (на старогръцки: Ἰλλυριός, Illyrios; на латински: Illyrius) в древногръцката митология е най-малкият син на Кадъм и Хармония. Той е брат на Ино, Автоноя, Семела, Агава и на Полидор.
Илирий е създаден след като родителите му си отиват от Тива и им трябва помощ от енхелейците за побеждаване на илиририйците. Илирий е владетел на Илирия и дава името на древния народ илирите.

## Генеалогия
Илирий има шест сина и три дъщери, чийто имена се свързват с илирийските племена. 
Синове
- Енхелей (Ἐγχελέα, Encheleus) – Енхелейци
- Аутарией (Ἀυταριέα, Autarieus) – Ауториати
- Дардан (Δάρδανον, Dardanus) – Дардани
- Мед (Μαίδον, Maedus) – Меди
- Таулант (Ταυλαντά, Taulas) – Тауланти
- Переб (Περραιβόν, Perrhaebus)

Дъщери
- Парто (Πάρθω, Partho) – Партини
- Даорто (Δαορθώ, Daortho) – Даорси
- Дасаро (Δασσαρώ, Dassaro) – Дасарети

Внуци
- Паноний или Пеон (Pannonius, Paeon, син на Аутарией, Autarieus) – Панони

Правнуци
- Скордиск (Scordiscus, син на Паноний, Pannonius) – Скордиски
- Трибал (Triballus, син на Паноний, Pannonius) – Трибали